# Храм Ракуходзи

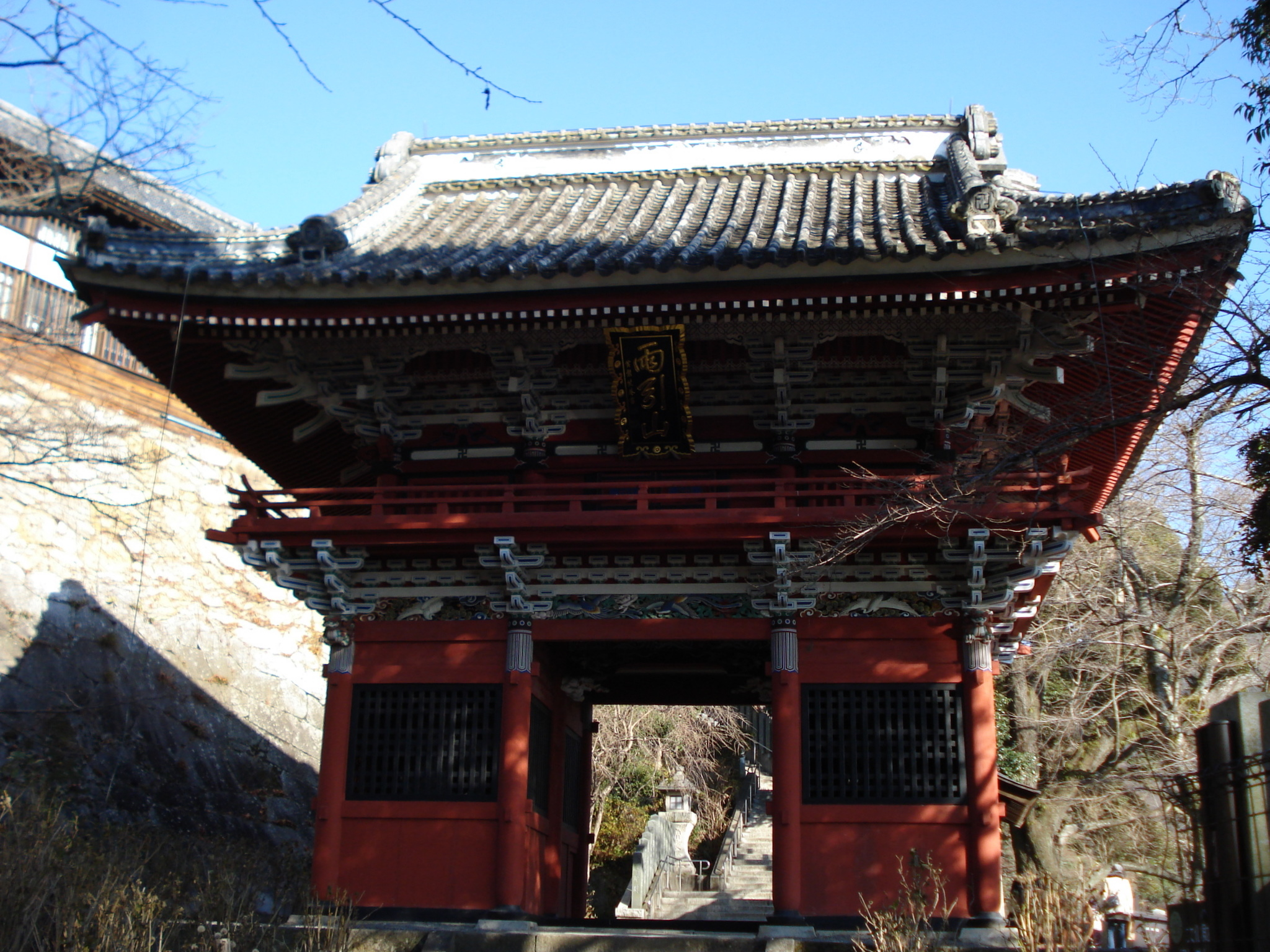
Ворота Ниомон

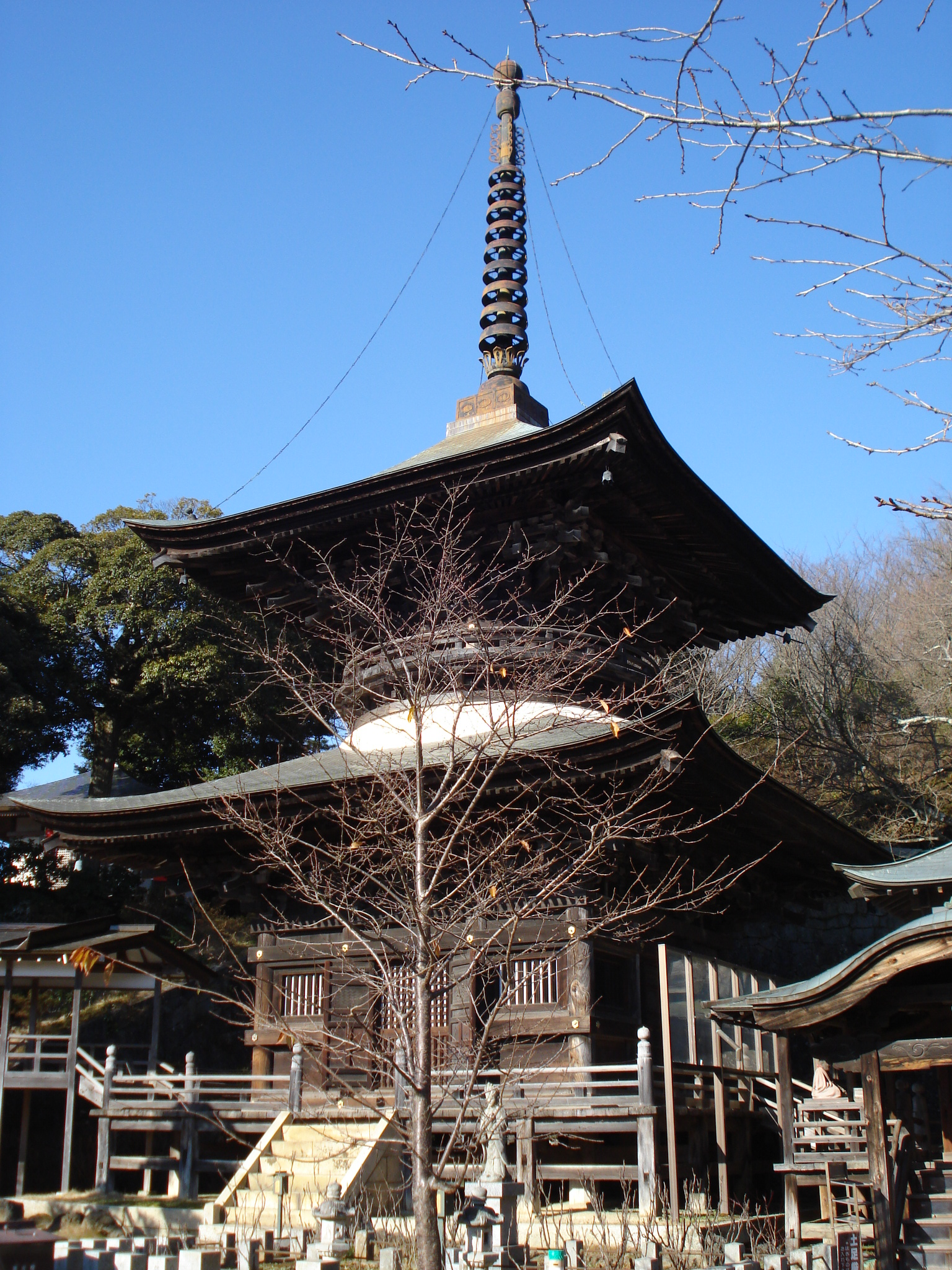
Двухэтажный храм

Храм Ракуходзи, яп. 楽法寺（らくほうじ）, в обиходе именуется также храм Амабики-Каннон (храм богини, посылающей дождь) расположен в городе Сакурагава, префектура Ибараки. Согласно традиции, храм основал в 578 году император Бидацу. 